# Монталвания
Монталвания (порт. Montalvânia) — муниципалитет в Бразилии, входит в штат Минас-Жерайс. Составная часть мезорегиона Север штата Минас-Жерайс. Входит в экономико-статистический микрорегион Жануария. Население составляет 17 145 человек на 2006 год. Занимает площадь 1484,388 км². Плотность населения — 11,6 чел./км².

## История
Город основан 22 апреля 1952 года. 

## Статистика
- Валовой внутренний продукт на 2003 год составляет 36 008 917,00 реалов (данные: Бразильский институт географии и статистики).
- Валовой внутренний продукт на душу населения на 2003 год составляет 2086,14 реалов (данные: Бразильский институт географии и статистики).
- Индекс развития человеческого потенциала на 2000 год составляет 0,645 (данные: Программа развития ООН).